# 朝日白山神社
朝日白山神社（あさひはくさんじんじゃ）は、岐阜県高山市朝日町甲（旧・大野郡朝日村大字甲）に鎮座する神社（白山神社）。

## 概要
元の名称は白山神社であったが、1968年（昭和43年）に朝日白山神社に改称する。
創建時期は不詳。源義仲の家臣であった東氏が創建したという。
1871年（明治4年）に村社となる。1911年（明治44年）に大字小谷の八幡神社を合祀する。
1949年（昭和24年）に岐阜県神社庁より銀幣社の指定を受ける。

## 主祭神
- 菊理姫命
- 伊弉諾尊
- 伊弉冉尊
- 応神天皇